# Sorex
Sorex es un género de mamífero soricomorfo de la familia Soricidae. 
No todas las especies, de este género se han podido integrar en los subgéneros aceptados. Existen varias propuestas para los grupos de especies, basados en estudios de cromosomas, genéticos o morfológicos, pero no son congruentes.

## Subgéneros y especies
- SUBGÉNERO - Incertae sedis

- Sorex arizonae, Diersing y Hoffmeister, 1977.
- Sorex caecutiens, Laxmann, 1788.
- Sorex daphaenodon, Thomas, 1907.
- Sorex emarginatus, Jackson, 1925.
- Sorex isodon, Turov, 1924.
- Sorex mccarthyi
- Sorex merriami, Dobson, 1890.
- Sorex minutissimus, Zimmermann, 1780.
- Sorex planiceps, Miller, 1911.
- Sorex raddei, Satunin, 1895.
- Sorex saussurei, Merriam, 1892.
- Sorex sclateri, Merriam, 1897.
- Sorex shinto, Thomas, 1905.
- Sorex stizodon, Merriam, 1895.
- Sorex thibetanus, Kastschenko, 1905.
- Sorex trowbridgii, Baird, 1857.
- Sorex tundrensis, Merriam, 1900.
- Sorex ventralis, Merriam, 1895.
- Sorex veraecrucis, Jackson, 1925.

- SUBGÉNERO - Sorex (Sorex), Linneo, 1758.

- Sorex alpinus
- Sorex araneus
- Sorex arcticus
- Sorex averini
- Sorex bedfordiae
- Sorex caecutiens
- Sorex cylindricauda
- Sorex excelsus
- Sorex gracillimus
- Sorex hosonoi
- Sorex minutus
- Sorex raddei
- Sorex samniticus
- Sorex sinalis
- Sorex tundrensis
- Sorex yukonicus

- SUBGÉNERO - Sorex (Ognevia), Hepner y Dolgov, 1967.
- SUBGÉNERO - Sorex (Otisorex), De Kay, 1842.

- Sorex cinereus
- Sorex dispar
- Sorex fumeus
- Sorex hoyi
- Sorex macrodon
- Sorex madrensis
- Sorex milleri
- Sorex nanus
- Sorex oreopolus
- Sorex orizabae
- Sorex ornatus
- Sorex tenellus
- Sorex vagrans
- Sorex veraepacis

- SUBGÉNERO - Sorex (Drepanosorex)[2]†, Kretzoi, 1941.

- Sorex austriacus†
- Sorex margaritodon†
- Sorex praearaneus†
- Sorex savini†
- Sorex rupestris†